# 隆特里 (蒙大拿州)
隆特里（英語：Lonetree）是位於美國蒙大拿州舒托縣的鬼鎮。

## 歷史
隆特里的郵局於1914年設立，其後於1915年停運。

## 地理
隆特里所處的海拔為高於海平面952米（即3124英呎），而該地所採用的時區為UTC-7，即北美山地時區（MST）。同時該地設有夏令時間，為UTC-7調快一小時，即UTC-6（MDT）。